# 塩野清助
塩野 清助（しおの せいすけ、生没年不詳）は、戦国時代の武士。塩野清介とも。

## 概要
石田三成の家臣で武名をうたわれた豪勇の人物の一人 。日ごろから三成の寵愛を受け、関ヶ原の戦いでの敗走の際は磯野平三郎、渡辺甚平（渡辺勘兵衛？）らと共に最後まで三成に付き従った3人のうちの1人となった 。
『関原軍記大成』によれば三成の命で泣く泣く離散したという。その後の動向は不明。